# Leanne Crichton
Pour les articles homonymes, voir Crichton.
Leanne Crichton est une footballeuse internationale écossaise, née le 6 août 1987, à Glasgow au Royaume-Uni. Elle évolue au poste de milieu de terrain. En 2019, elle joue à Glasgow City en Scottish Women's Premier League.

## Biographie

### En sélection
Leanne Crichton connaît les sélections nationales avec l'équipe des moins de 19 ans. Puis en août 2006, elle est appelée une première fois pour jouer avec les seniors.
Elle inscrit son premier but en sélection le 1er juin 2013, à l'occasion d'un match amical, avec une victoire 2 à 3 contre l'Islande.
Leanne Crichton apparaît ensuite sur la liste des 23 joueuses sélectionnées pour participer à la Coupe du monde 2019 organisée en France.

## Palmarès
- Glasgow City
  - Championnat d’Écosse en 2013, 2014, 2018 et 2019
  - Vainqueur de la Coupe d’Écosse en 2013 et 2014
  - Vainqueur de la Coupe de la Ligue écossaise en 2013 et 2014

- Celtic Glasgow
  - Vainqueur de la Coupe de la Ligue écossaise en 2010